# 旧オペラ座

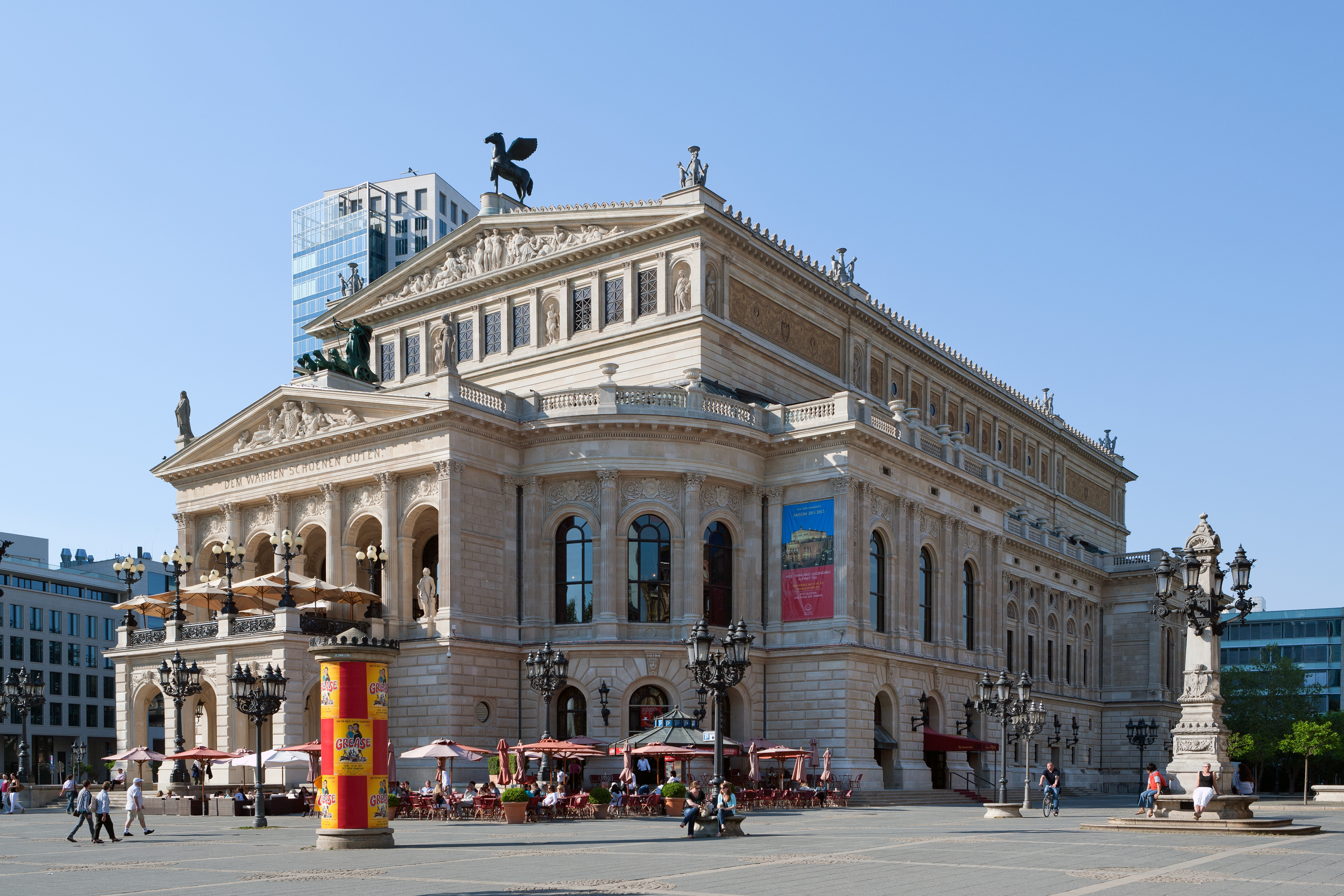
旧オペラ座

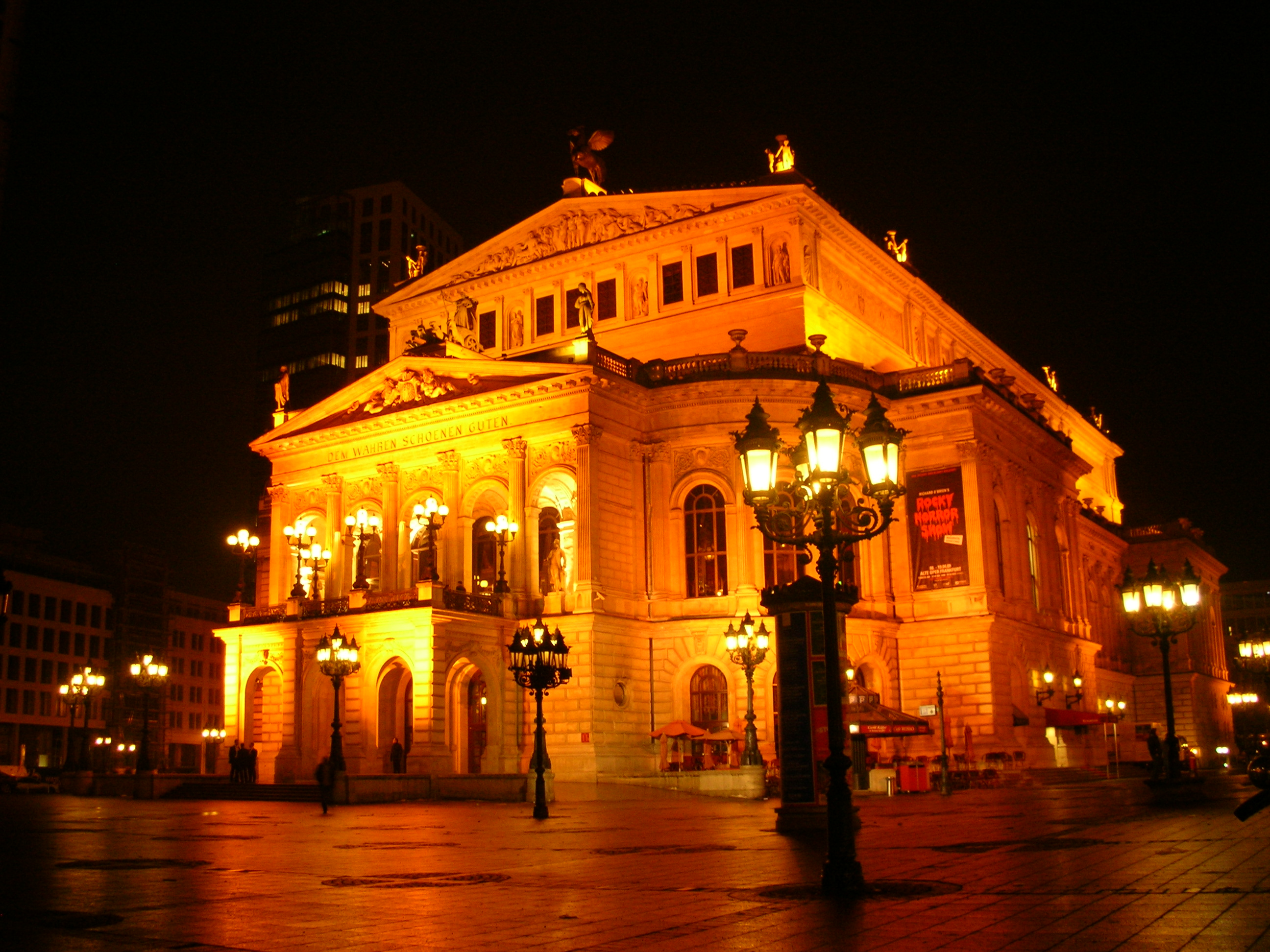
夜の旧オペラ座

旧オペラ座（Alte Oper Frankfurt、アルテ・オーパー）は、ドイツのフランクフルト市にあるかつてのオペラハウスで、現在はコンサートホールとして使用されている建物である。

## 歌劇場時代
1880年、ベルリンの建築家Richard Lucaeによって、歴史主義建築（ネオ・ルネサンス）様式の歌劇場として完成した。客席数は2010。こけら落としは1880年10月20日に行われ、ドイツ皇帝ヴィルヘルム1世と皇太子（のちのフリードリヒ3世）らが見守る中、モーツァルトの歌劇『ドン・ジョバンニ』が上演された。
その後、第二次世界大戦で破壊されるまでの間に、ワーグナーの最新作や、リヒャルト・シュトラウス、プッチーニなどの著名なオペラが次々に上演された。また、カール・オルフの『カルミナ・ブラーナ』は1937年にこの劇場で初演された。

## 戦後の再建
1944年3月22日夜中の空爆によって、この建物は廃墟となった。ドイツ一美しいと言われたこの廃墟は、市民の抗議や寄付金によって撤去をまぬがれ、再建された。外部は忠実に元の姿で復元されたが、内部は従来の歌劇場としてではなく、多用途に使える近代的なコンサートホールとなった。

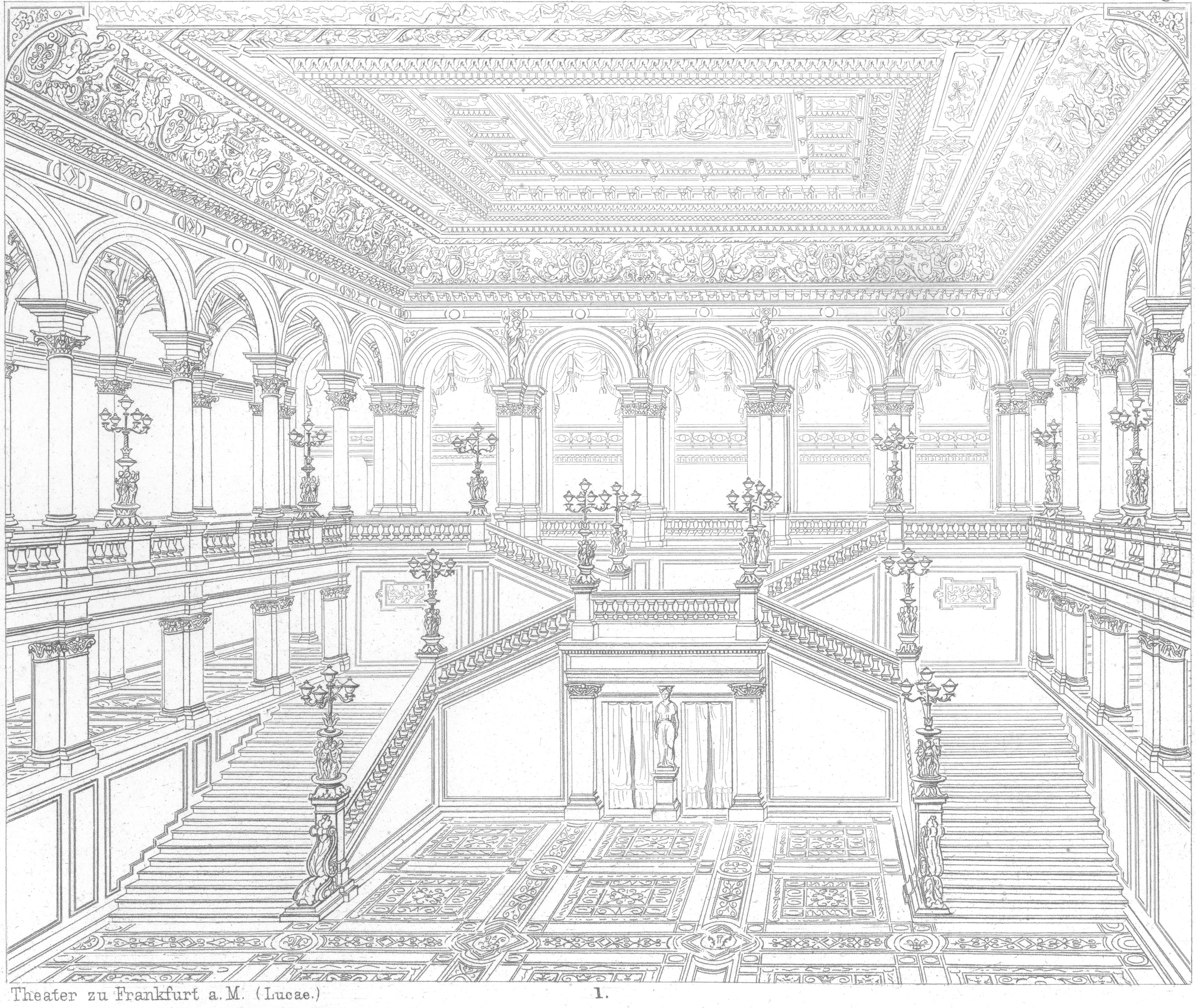
劇場内部（1879年）
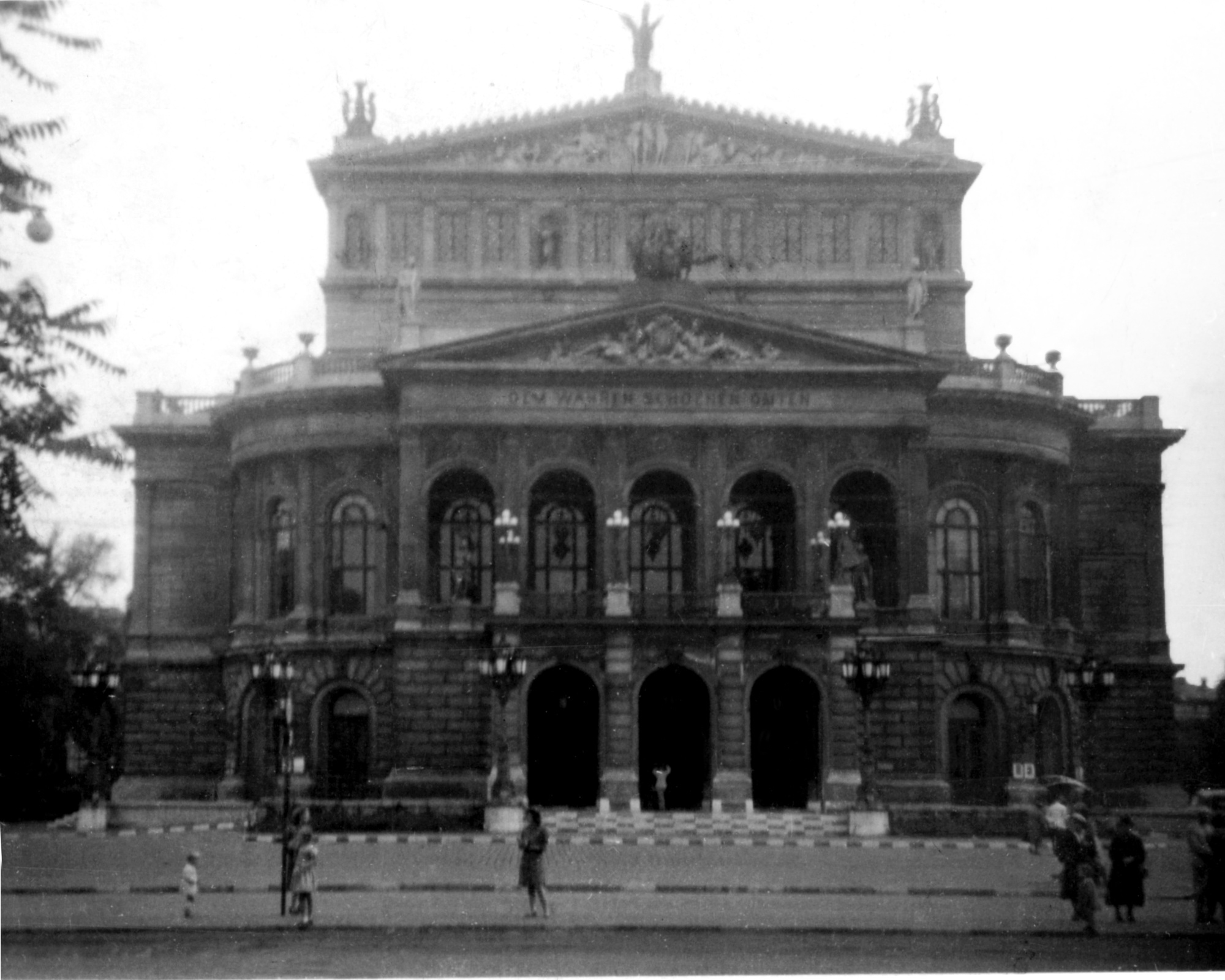
1943年
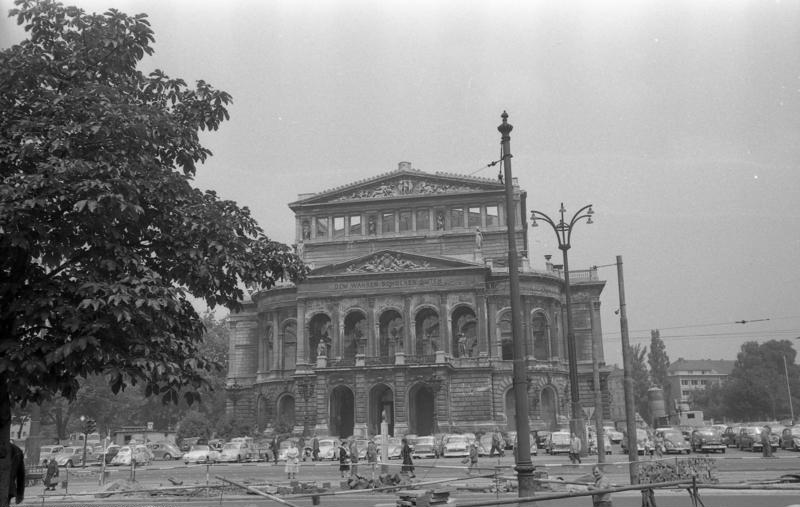
廃墟となっていた時代（1958年）

1981年8月28日、ミヒャエル・ギーレン指揮、フランクフルト・ムゼウム管弦楽団によるマーラーの交響曲第8番の演奏により、現在の名称「旧（Alte）オペラ座（Oper）」で改めて開場した。
大ホールの収容数は約2500人を数え、クラシック音楽やミュージカル公演などが行われる。この他に室内楽や会議用として利用される約700席のモーツァルトザール（Mozart-Saal）を兼ね備える。

## 現在
混同しやすいが、旧オペラ座でオペラは上演されない（コンサート形式を除く）。現在のフランクフルト市の歌劇場は、ヴィリー・ブラント広場（Willy-Brandt-Platz）にある1951年新設のフランクフルト歌劇場（Oper Frankfurt）である。